# Джастін Лін
Джастін Лін (англ. Justin Lin; нар. 1971, Тайбей, Тайвань) — американський режисер, продюсер, сценарист, кінооператор і актор.

## Біографія
Народився в 1973 році в Тайбеї, Тайвань.
Виріс Джастін Лін в Оранж Каунті, Каліфорнія. Вчився в Школі театру, кіно і телебачення UCLA.

## Кар'єра
У кіно дебютував як со-режисер картини «Shopping for Fangs» (1997). Першим сольним режисерським проектом Ліна став фільм «Завтра пощастить більше» (2002).
Його наступний фільм — «Поєдинок» (2006); було продано понад 5 мільйонів копій на DVD, що дозволило фільму потрапити в топ-10 за результатами прокату в країні. У тому ж році Лін став режисером «Потрійного форсажа: Токійський дріфт».
У 2007 році Джастін звернувся до зйомок незалежного кіно, знявши картину «Завершуючи гру».
Серед інших проектів Джастіна Ліна «Форсаж 4» (2009) і «Форсаж 5».